# Search Party
Search Party es una serie de televisión estadounidense de humor negro creada por Sarah-Violet Bliss, Charles Rogers, y Michael Showalter. TBS recogió el piloto para una serie en noviembre de 2015. El 13 de diciembre de 2016, TBS renovó la serie para una segunda temporada.
El 23 de abril de 2018, se dio a conocer que la serie fue renovada para una tercera temporada.
El 7 de octubre de 2019 WarnerMedia anunció el cambio de forma de transmisión de la serie, por lo que desde su tercera temporada el show dejó de emitirse a través de TBS para integrarse dentro de la oferta de programación original de HBO Max, el servicio de streaming de la compañía que fue lanzado en mayo de 2020, en la misma fecha la serie fue renovada para una cuarta temporada.
El 9 de febrero de 2021 la serie obtuvo la renovación para su quinta temporada,posteriormente, el 9 de noviembre se anunció que sería la temporada final del show, siendo estrenada el 7 de enero de 2022.

## Sinopsis
La primera temporada se centra en la desaparición de una conocida de la universidad de Dory, Chantal Witherbottom (Clare McNulty), quien se propone a encontrarla, con Drew, Elliott y Portia, que se unen de mala gana a su investigación. Mientras que sus amigos también lidian con las dificultades en sus propias vidas, Dory se centra en su búsqueda de Chantal, creyendo que ella está en peligro.
La segunda temporada se centra en las consecuencias de la muerte de Keith Powell (Ron Livingston), un investigador privado que es asesinado como resultado de que Dory cree erróneamente que es una amenaza para Chantal y para ella misma. A medida que la pandilla lucha por volver a sus vidas normales, también intentan encubrir la muerte de Keith, lo que los afecta de varias maneras.
La tercera temporada se basa en el proceso judicial de Dory y Drew, quienes son los principales señalados por la muerte de Keith, aunque Dory niega su implicación en el crimen, lo cual los lleva a enfrentarse con las evidencias que los señalan como presuntos responsables del homicidio. El caso desata un circo mediático el cual lleva a que los amigos pongan a prueba su relación y a generar efectos negativos en la cordura de Dory.
La cuarta temporada tiene como trama principal el secuestro de Dory por parte de Chip Wreck (Cole Escola), un hombre con grandes capacidades de manipulación, el cual se obsesionó con la protagonista durante la exposición mediática derivada de la cobertura del proceso judicial. Mientras esto ocurre Drew, Elliott y Portia realizan la búsqueda de Dory, en consecuencia Chip trata de manipular la mente de Dory para ponerla en contra de sus amigos y asegurar su posición como la única amistad de su rehén.
La quinta y última temporada se centra en la transformación de Dory, quien marcada por los eventos finales de la temporada anterior, se convierte en la líder de una nueva secta que cuenta con el apoyo de Tunnel Quinn (Jeff Goldblum), el presidente de un gran empresa de tecnología farmacéutica, y de una serie de discípulos influyentes en las redes sociales, mientras tanto, Dory y sus amigos tratan de encontrar un estado trascendente de iluminación en sus vidas.

## Elenco y personajes

### Principales
- Alia Shawkat como Dory Sief.[8]
- John Reynolds como Drew Gardner.[8]
- John Early como Elliott Goss.[8]
- Meredith Hagner como Portia Davenport.[8]
- Brandon Micheal Hall como Julian.

### Recurrentes
- Clare McNulty como Chantal Witherbottom.
- Ron Livingston como Keith Powell, detective privado que sigue la pista de Chantal, y posteriormente a Dory, siendo asesinado de manera accidental por ella y Drew.
- Rosie Perez como Lorraine De Coss, agente de bienes raíces que engaña a Dory con pistas falsas.
- Phoebe Tyers como April, vecina de Dory y Drew.
- Christine Ebersole como Mariel Davenport, madre de Portia.
- Jennifer Kim como Agnes Cho.
- Christine Taylor como Gail, la jefa de Dory.
- Parker Posey como Brick, la propietaria de una tienda de artesanía que aloja a una secta investigada por Dory y Keith.
- Michael Showalter como Max, el jefe de Drew.
- Griffin Newman como Gavin, exnovio de Chantal.
- Jeffery Self como Marc, el novio intermitente de Elliott.
- Tymberlee Hill como Joy, una detective de la policía de Nueva York.
- Judy Reyes como Deb, exesposa de Keith.
- J. Smith-Cameron como Mary Ferguson, una senadora de los Estados Unidos que se involucra en la vida de Julian y Dory.
- Jay Duplass como Elijah, director de teatro y líder de una secta en la que Portia busca integrarse sin advertir de lo que se trata.
- Shalita Grant como Cassidy Diamond, la abogada de Dory durante el juicio por el homicidio de Keith Powell.
- Louie Anderson como Bob Lunch, el abogado de Drew durante el juicio.
- Michaela Watkins, como Polly Danzinger, fiscal del juicio al que son sometidos Dory y Drew.
- Chloe Fineman como Charlie Reeny, presentadora de un canal conservador de noticias que contrata a Elliott como colaborador.
- Cole Escola como Chip Wreck, admirador secreto y posterior secuestrador de Dory.
- Rebecca Robles como Cindy, novia y compañera de trabajo de Drew durante la cuarta temporada.
- Jeff Goldblum como Tunnel Quinn, el propietario de una empresa de tecnología farmacéutica que se convierte en el proveedor financiero de la secta fundada por Dory.
- Aparna Nancherla como Dr. Benny Balthazar, doctora que colabora en el proyecto de la píldora Lyte.
- Kathy Griffin como Liquorice Montague, una teórica de la conspiración que clama recibir cartas del futuro, quien posteriormente se convierte en mentora y pareja de Chantal.
- Kayden Alexander Koshelev como Aspen, hijo adoptivo de Elliott y Marc.
- Angela Trimbur, Greta Titelman, Grace Kuhlenschmidt, Joe Castle Baker, Larry Owens y Michelle Badillo como los influencers que fueron reclutados para ser los discípulos de Dory.

### Invitados
- Judy Gold como Paulette Capuzzi.
- Alysia Reiner como Trina.
- Kate Berlant como un editor.
- Tunde Adebimpe como Edwin.
- Linas Phillips como Farley.
- Bridey Elliott como Penelope, compañera de apartamento de Chantal.
- Jiggly Caliente como la chica en el metro con el bolso de  "Chantal".
- Claire Tyers como June, hermana gemela de April.
- Jo Firestone como Carla, paciente en rehabilitación.
- Wallace Shawn como William Badpastor, inversor de dinero negro interesado en el proyecto de Chantal.
- Griffin Dunne como Richard Wreck, CEO de la marca de panadería Lil Sticky's y padre de Chip.
- Deborah Rush como Gertrude, esposa de Richard.
- Susan Sarandon como Lylah, tía/madre de Chip.
- Ann Dowd como Paula Jo Bridgewater, vecina de la casa de Lylah.
- Tami Sagher como Lassie Kazaar, directora de la adaptación cinematográfica sobre el caso criminal de Dory y Drew.
- Chelsea Peretti como Patsy Monahan, abogada defensora de Elliott.
- R.L. Stine como él mismo.
- Lilias White como Wilma, presentadora de televisión.
- Abby Elliot como Dr. Baby.
- Constance Shulman como Helen.
- Rosemary Harris como la archiduquesa Beatrice Hamsdale.
- Trudy Styler como la duquesa Winnifred Hamsdale.
- Illeana Douglas, Lou Diamond Phillips, Scott Adsit, Michael Ian Black y  Denise Cormier como los miembros de la Jesper Society.

## Episodios
| Temporada | Temporada | Episodios | Episodios | Emisión original        | Emisión original        | Emisión original |
| Temporada | Temporada | Episodios | Episodios | Primera emisión         | Última emisión          | Cadena           |
| --------- | --------- | --------- | --------- | ----------------------- | ----------------------- | ---------------- |
|           | 1         | 10        | 10        | 21 de noviembre de 2016 | 25 de noviembre de 2016 | TBS              |
|           | 2         | 10        | 10        | 19 de noviembre de 2017 | 17 de diciembre de 2017 | TBS              |
|           | 3         | 10        | 10        | 25 de junio de 2020     | 25 de junio de 2020     | HBO Max          |
|           | 4         | 10        | 10        | 14 de enero de 2021     | 28 de enero de 2021     | HBO Max          |
|           | 5         | 10        | 10        | 7 de enero de 2022      | 7 de enero de 2022      | HBO Max          |

### Temporada 1 (2016)
| N.º en serie | N.º en temp. | Título                                                 | Dirigido por                        | Escrito por                                                                                                 | Fecha de emisión original                                        |
| ------------ | ------------ | ------------------------------------------------------ | ----------------------------------- | --- | ---------------------------------------------------------------- |
| 1            | 1            | «The Mysterious Disappearance of The Girl No One Knew» | Sarah-Violet Bliss y Charles Rogers | Historia: Sarah-Violet Bliss, Charles Rogers y Michael Showalter Guion: Sarah-Violet Bliss y Charles Rogers | 17 de noviembre de 2016 (en línea) 21 de noviembre de 2016 (TBS) |
| 2            | 2            | «The Woman Who Knew Too Much»                          | Sarah-Violet Bliss y Charles Rogers | Charles Rogers                                                                                              | 21 de noviembre de 2016                                          |
| 3            | 3            | «The Night of One Hundred Candles»                     | Sarah-Violet Bliss y Charles Rogers | Christina Lee                                                                                               | 22 de noviembre de 2016                                          |
| 4            | 4            | «The Captive Dinner Guest»                             | Sarah-Violet Bliss y Charles Rogers | Michael Showalter                                                                                           | 22 de noviembre de 2016                                          |
| 5            | 5            | «The Mystery of the Golden Charm»                      | Ryan McFaul                         | Anthony King                                                                                                | 23 de noviembre de 2016                                          |
| 6            | 6            | «The Secret of the Sinister Ceremony»                  | Ryan McFaul                         | Sarah-Violet Bliss                                                                                          | 23 de noviembre de 2016                                          |
| 7            | 7            | «The Riddle Within the Trash»                          | Ryan McFaul                         | Christina Lee                                                                                               | 24 de noviembre de 2016                                          |
| 8            | 8            | «The Return of the Forgotten Phantom»                  | Sarah-Violet Bliss y Charles Rogers | Anthony King                                                                                                | 24 de noviembre de 2016                                          |
| 9            | 9            | «Password to the Shadows»                              | Sarah-Violet Bliss y Charles Rogers | Sarah-Violet Bliss                                                                                          | 25 de noviembre de 2016                                          |
| 10           | 10           | «The House of Uncanny Truths»                          | Sarah-Violet Bliss y Charles Rogers | Charles Rogers                                                                                              | 25 de noviembre de 2016                                          |

### Temporada 2 (2017)
| N.º en serie | N.º en temp. | Título       | Dirigido por                        | Escrito por                         | Fecha de emisión original |
| ------------ | ------------ | ------------ | ----------------------------------- | ----------------------------------- | ------------------------- |
| 11           | 1            | «Murder!»    | Sarah-Violet Bliss y Charles Rogers | Sarah-Violet Bliss y Charles Rogers | 19 de noviembre de 2017   |
| 12           | 2            | «Conspiracy» | Sarah-Violet Bliss y Charles Rogers | Sarah-Violet Bliss y Charles Rogers | 19 de noviembre de 2017   |
| 13           | 3            | «Paralysis»  | Sarah-Violet Bliss y Charles Rogers | Jordan Firstman y Starlee Kine      | 26 de noviembre de 2017   |
| 14           | 4            | «Suspicion»  | Lilly Burns                         | Anthony King                        | 26 de noviembre de 2017   |
| 15           | 5            | «Paranoia»   | Michael Showalter                   | Christina Lee                       | 3 de diciembre de 2017    |
| 16           | 6            | «Obsession»  | Michael Showalter                   | Andrew Fleming y Matt Kriete        | 3 de diciembre de 2017    |
| 17           | 7            | «Denial»     | Michael Showalter                   | Sarah-Violet Bliss                  | 10 de diciembre de 2017   |
| 18           | 8            | «Hysteria»   | Sarah-Violet Bliss y Charles Rogers | Charles Rogers                      | 10 de diciembre de 2017   |
| 19           | 9            | «Frenzy»     | Sarah-Violet Bliss y Charles Rogers | Sarah-Violet Bliss y Charles Rogers | 17 de diciembre de 2017   |
| 20           | 10           | «Psychosis»  | Sarah-Violet Bliss y Charles Rogers | Sarah-Violet Bliss y Charles Rogers | 17 de diciembre de 2017   |

### Temporada 3 (2020)
| N.º en serie | N.º en temp. | Título                 | Dirigido por                        | Escrito por                         | Fecha de emisión original |
| ------------ | ------------ | ---------------------- | ----------------------------------- | ----------------------------------- | ------------------------- |
| 21           | 1            | «The Accused Woman»    | Sarah-Violet Bliss y Charles Rogers | Sarah-Violet Bliss y Charles Rogers | 25 de junio de 2020       |
| 22           | 2            | «The Rookie Lawyer»    | Sarah-Violet Bliss y Charles Rogers | Craig Rowin                         | 25 de junio de 2020       |
| 23           | 3            | «The Whistleblower»    | Jay Duplass                         | Andrew Pierce Fleming y Kriete      | 25 de junio de 2020       |
| 24           | 4            | «A National Affair»    | Jay Duplass                         | Starlee Kine                        | 25 de junio de 2020       |
| 25           | 5            | «Public Appeal»        | Sarah-Violet Bliss y Charles Rogers | Sarah-Violet Bliss y Charles Rogers | 25 de junio de 2020       |
| 26           | 6            | «In God We Trust»      | Sarah-Violet Bliss y Charles Rogers | Jordan Firstman                     | 25 de junio de 2020       |
| 27           | 7            | «Rogue Witness»        | Sarah-Violet Bliss y Charles Rogers | Craig Rowin                         | 25 de junio de 2020       |
| 28           | 8            | «A Dangerous Union»    | Carrie Brownstein                   | Sabrina Jalees                      | 25 de junio de 2020       |
| 29           | 9            | «Irrefutable Evidence» | Sarah-Violet Bliss y Charles Rogers | Sarah-Violet Bliss y Charles Rogers | 25 de junio de 2020       |
| 30           | 10           | «The Reckoning»        | Sarah-Violet Bliss y Charles Rogers | Sarah-Violet Bliss y Charles Rogers | 25 de junio de 2020       |

### Temporada 4 (2021)
| N.º en serie | N.º en temp. | Título                                | Dirigido por                        | Escrito por                         | Fecha de emisión original |
| ------------ | ------------ | ------------------------------------- | ----------------------------------- | ----------------------------------- | ------------------------- |
| 31           | 1            | «The Girl in the Basement»            | Sarah-Violet Bliss y Charles Rogers | Sarah-Violet Bliss y Charles Rogers | 14 de enero de 2021       |
| 32           | 2            | «Something Sharp»                     | Sarah-Violet Bliss y Charles Rogers | Christina Lee                       | 14 de enero de 2021       |
| 33           | 3            | «Escape to Nowhere»                   | Sarah-Violet Bliss y Charles Rogers | Emily Heller                        | 14 de enero de 2021       |
| 34           | 4            | «Home Again, Home Again, Jiggity-Jig» | Sarah-Violet Bliss y Charles Rogers | Jordan Firstman                     | 21 de enero de 2021       |
| 35           | 5            | «Doctor Mindbender»                   | John Lee                            | Matt Kriete y Andrew Pierce Fleming | 21 de enero de 2021       |
| 36           | 6            | «The Thoughtless Woman»               | John Lee                            | Starlee Kine                        | 21 de enero de 2021       |
| 37           | 7            | «The Infinite Loop»                   | Sarah-Violet Bliss y Charles Rogers | Matt Kriete y Andrew Pierce Fleming | 28 de enero de 2021       |
| 38           | 8            | «The Imposter»                        | Alia Shawkat                        | Starlee Kine                        | 28 de enero de 2021       |
| 39           | 9            | «The Inferno»                         | Sarah-Violet Bliss y Charles Rogers | Sarah-Violet Bliss y Charles Rogers | 28 de enero de 2021       |
| 40           | 10           | «The Shadows»                         | Sarah-Violet Bliss y Charles Rogers | Sarah-Violet Bliss y Charles Rogers | 28 de enero de 2021       |

### Temporada 5 (2022)
| N.º en serie | N.º en temp. | Título                         | Dirigido por                        | Escrito por                         | Fecha de emisión original |
| ------------ | ------------ | ------------------------------ | ----------------------------------- | ----------------------------------- | ------------------------- |
| 41           | 1            | «Genesis»                      | John Lee                            | Sarah-Violet Bliss y Charles Rogers | 7 de enero de 2022        |
| 42           | 2            | «Exodus»                       | John Lee                            | Sarah-Violet Bliss y Charles Rogers | 7 de enero de 2022        |
| 43           | 3            | «Kings»                        | John Lee                            | Starlee Kine                        | 7 de enero de 2022        |
| 44           | 4            | «Leviticus»                    | Heather Jack                        | Matt Kriete y Andrew Pierce Fleming | 7 de enero de 2022        |
| 45           | 5            | «Acts of the Apostles»         | Heather Jack                        | Craig Rowin                         | 7 de enero de 2022        |
| 46           | 6            | «The Gospel of Judas»          | John Lee                            | Matt Kriete y Andrew Pierce Fleming | 7 de enero de 2022        |
| 47           | 7            | «Book of the Wars of the Lord» | John Lee                            | Sarah-Violet Bliss y Charles Rogers | 7 de enero de 2022        |
| 48           | 8            | «Song of Songs»                | Sarah-Violet Bliss y Charles Rogers | Starlee Kine                        | 7 de enero de 2022        |
| 49           | 9            | «Lamentations»                 | Sarah-Violet Bliss y Charles Rogers | Craig Rowin                         | 7 de enero de 2022        |
| 50           | 10           | «Revelation»                   | Sarah-Violet Bliss y Charles Rogers | Sarah-Violet Bliss y Charles Rogers | 7 de enero de 2022        |

## Producción
En junio de 2015, fue anunciado que Alia Shawkat, John Early, John Reynolds, y Meredith Hagner estarían en el piloto, con Sarah-Violet Bliss y Charles Rogers dirigida y escrita junto con Michael Showalter, Lilly Burns, Tony Hernadez, John Skidmore, Brittany Segal ejerciendo como productores y productores ejecutivos, respectivamente. En noviembre de 2015, TBS ordenó la serie.

### Rodaje
El rodaje de la primera temporada comenzó en el verano de 2015 en la ciudad de Nueva York. Para el rodaje de la segunda temporada, la producción regresó a Nueva York.El rodaje de la tercera temporada se realizó entre septiembre y noviembre de 2018 en Nueva York. La cuarta temporada, la primera bajo la producción exclusiva de HBO Max, se filmó entre diciembre de 2019 y febrero de 2020, teniendo como escenario la ciudad de Nueva York, además de locaciones en los estados de Nueva Jersey y Massachusetts.El rodaje de la quinta y última temporada se llevó a cabo en el verano de 2021 en Nueva York.

## Temática
Si bien Search Party es considerada una comedia negra, a lo largo de sus cinco temporadas la serie experimentó diversos cambios de temática y tono de acuerdo con las historias que trató. La primera temporada contó principalmente con un estilo de misterio, aludiendo a algunas historias clásicas de detectives, además de un estilo enfocado a la dramedia, teniendo como otra de sus principales razones de ser la naturaleza del engaño, punto que se extendió a las primeras tres temporadas.
La segunda temporada añadió a la trama el género del suspenso psicológico, con guiños a las historias de Alfred Hitchcock.
La tercera temporada movió a la historia a encontrarse en la esfera del drama judicial, con influencia directa de las obras de John Grisham. Charles Rogers declaró que la trama judicial de la temporada fue inspirada en el caso de Amanda Knox, condenada por asesinato en 2007.Esta temporada también introdujo a la trama referencias a la cultura mediática sensacionalista desatada por diversos casos judiciales, tomando como inspiración los filmes The Bling Ring y To Die For. Durante este periodo de la serie también se incluyeron influencias de la cultura del cristianismo protestante en Estados Unidos, en especial su relación con los jóvenes y sus maneras de buscar nuevos adeptos.
La cuarta temporada fue descrita por Sarah-Violet Bliss como parte del género cautivo, por lo que fue comparada con obras literarias como Misery.
Por su parte, la quinta y última temporada incorporó guiños a la ciencia ficción surrealista y al género del apocalipsis zombi.

## Recepción
La primera temporada de Search Party recibió reseñas positivas. Mantiene un rango de aprobación de 100% en Rotten Tomatoes, basado en 29 comentarios, con un promedio de 8.1/10, en la cual el consenso dice: "Search Party es un misterio interesante, extraño, oscuro y divertido, elevado por actuaciones excepcionales en todas partes." En Metacritic, sostiene un porcentaje de 81/100, basado en 19 críticas, indicando "aclamación universal".
La segunda temporada de Search Party recibió reseñas positivas. Tiene una calificación de aprobación del 96% en Rotten Tomatoes, basado en 23 reseñas, con una calificación promedio de 7/10. El consenso crítico del sitio dice, "With a never-better Alia Shawkat in the lead, Search Party's second season delves deeper into the deliciously dark dramedy that makes the show so addictively entertaining." En Metacritic, la temporada tiene una calificación de 78 de 100, con base en 9 reseñas, lo que indica "reseñas generalmente favorables".
Los Angeles Times escribió que estaba "bien hecho y era efectivo en múltiples niveles". GQ escribió que es "una rareza impecable, una obra de arte única en la vida. No es el mejor show del fin de semana, es el mejor del año."

### Nominaciones
| Año  | Premiación                     | Categoría                       | Nominado(s)  | Resultado | Ref.   |
| ---- | ------------------------------ | ------------------------------- | ------------ | --------- | ------ |
| 2017 | Gotham Independent Film Awards | Breakthrough Series – Long Form | Search Party | Nom       | [ 29 ] |